# انجمن تبلیغات تعاملی
انجمن تبلیغات تعاملی (انگلیسی: Interactive Advertising Bureau) یک سازمان تجاری تبلیغاتی آمریکایی است که استانداردهای صنعتی را توسعه می‌دهد، تحقیقات پیرامون این مسئله را انجام می‌دهد و پشتیبانی قانونی برای صنعت تبلیغات آنلاین ارائه می‌کند. این سازمان نماینده بسیاری از برجسته‌ترین رسانه‌های جهانی است، مخصوصاً رسانه‌های ایالات متحده، کانادا و اروپا.

## ساختار
شبکه جهانی IAB از ۴۲ سازمان بین‌المللی دارنده مجوز در سراسر جهان تشکیل شده‌است. IAB Europe ائتلافی از 27 IAB ملی در سراسر اروپا و بیش از ۵۰۰ شرکت است. IAB سالانه Mediascope Europe را منتشر می‌کند، یک مطالعه مصرف رسانه بر اساس بیش از ۵۰۰۰۰ مصاحبه مصرف‌کننده.
مدل سازمانی IAB شامل چهار حوزه است: IAB (معیارهای عضویت جدید)، بنیاد آموزش IAB، آزمایشگاه فناوری IAB و گروه پاسخگویی قابل اطمینان. تبلیغات نمایشی تابع استانداردهای تعیین شده توسط IAB هستند.